# Werner E. Iten
Werner Edwin Iten (* 28. Juni 1890 in Zug; † 24. Dezember 1960 ebenda; heimatberechtigt in Unterägeri) war ein Schweizer Jurist, Verbandsfunktionär und Kantonsrat (FDP).

## Leben und Wirken
Werner E. Iten war Sohn des Nationalrats Klemens Iten und der Elisa Syz. Nach der Matura in Zug studierte er Rechtswissenschaften an den Universitäten Bern und Zürich. Er wurde 1914 an letzterer promoviert und war von 1916 bis 1919 Honorarattaché in London. Rosa, Tochter des Christian Vögeli, wurde seine Ehefrau. Von 1914 bis 1916 und von 1919 bis 1960 war Iten Anwalt in Zug.
Iten war von 1927 bis 1930 Vertreter der Freisinnigen im Zuger Kantonsrat. Bei grossen Industrie- und Handelsunternehmen war er Verwaltungsrat und Verwaltungsratspräsident. So wurde er 1937 Verwaltungsrat bei der Metallwarenfabrik Zug und 1957 Vizepräsident des Verwaltungsrats. Beim Verein schweizerischer Metallwarenfabrikanten wirkte er seit 1935 im Vorstand und von 1942 bis zu seinem Tod als Präsident. Als solcher nahm er auch an Beratungen über die Europäische Gemeinschaft für Kohle und Stahl (Montanunion) teil. In vielen kantonalen und nationalen Vereinen in Wirtschaft, Kultur, Sport und Gemeinnützigkeit war er als Vorstandsmitglied und Präsident tätig, dazu gehörte die Gemeinnützige Gesellschaft des Kantons Zug, wo er 1920 in den Vorstand und 1932 zum Präsidenten gewählt wurde.

## Schriften
- Das Wasserrecht nach dem zuger. Einführungsgesetz zum schweizerischen Zivilgesetzbuch unter Berücksichtigung der übrigen kantonalen Wasserrechtsgesetzgebung und der einschlägigen Bundesgesetzgebung. (Dissertation, Universität Zürich) Zug 1914.

## Belege
1. 1 2  Renato Morosoli: Werner E. Iten. In: Historisches Lexikon der Schweiz.  21. August 2006.
2. ↑  Iten, Werner E. In: Schweizerische Eliten im 20. Jahrhundert. Abgerufen am 6. Juli 2023.
3. ↑  Protokoll vom 12. März 1954 auf: dodis.ch.

| Personendaten    | Personendaten                                             |
| ---------------- | --------------------------------------------------------- |
| NAME             | Iten, Werner E.                                           |
| ALTERNATIVNAMEN  | Iten, Werner Edwin (vollständiger Name)                   |
| KURZBESCHREIBUNG | Schweizer Jurist, Verbandsfunktionär und Kantonsrat (FDP) |
| GEBURTSDATUM     | 28. Juni 1890                                             |
| GEBURTSORT       | Zug, Schweiz                                              |
| STERBEDATUM      | 24. Dezember 1960                                         |
| STERBEORT        | Zug, Schweiz                                              |